# Mont Frakes
El mont Frakes és un volcà escut de 3.654 msnm, màxima elevació de les muntanyes Crary, a la terra de Marie Byrd de l'Antàrtida. Fou cartografiat pel Servei Geològic dels Estats Units a partir de reconeixements i fotografies aèries fetes per la Marina dels Estats Units entre 1959 i 1966. Fou nomenat per l'Advisory Committee on Antarctic Names en record del geòleg Lawrence A. Frakes, que treballà tres estius a les illes Malvines i l'Antàrtida, de 1964 a 1968. La darrera erupció volcànica va tenir lloc durant el Plistocè.